# Раздолье (Красноградский район)
Раздолье (укр. Роздолля) — село в Поповском сельском совете Красноградского района Харьковской области Украины.
Код КОАТУУ — 6323385707. Население по переписи 2001 года составляет 71 (27/44 м/ж) человек.

## Географическое положение
Село Раздолье находится на реке Вшивенькая, выше по течению примыкает село Софиевка (Кегичевский район), ниже по течению примыкает село Ясная Поляна (Красноградский район). Река в этом месте пересыхает, на ней сделано несколько запруд.

## История
- 1780 — дата основания.

## Экономика
- Молочно-товарная ферма.